# Костянець витончений
Костянець витончений (Asplenium lepidum) — вид папоротеподібних рослин з родини селезінникових (Aspleniaceae).

## Біоморфологічна характеристика
Літофіт.

## Поширення
Афганістан, Албанія, Австрія, Болгарія, Франція, Греція, Угорщина, Іран, Ірак, Італія, Критія, Ліван, Румунія, Сицилія, Грузія, Туреччина, Боснія і Герцеговина, Чорногорія, Хорватія, Македонія, Сербія, Словенія, Україна — Крим; вимер в Іспанії.
В Україні вид росте в Криму.